# Lennart Olsson (regissör)
Lennart Birger Olsson, född 5 november 1928 i Helsingborg, död 2 juni 2020 i Ängelholm, var en svensk regissör. Olsson debuterade 1961 med Karneval. Han verkade även som regiassistent åt bland andra Ingmar Bergman i Det sjunde inseglet (1957).
Lennart Olsson är begravd på Barkåkra gamla kyrkogård.

## Filmografi

### Regissör
- 1961 – Karneval
- 1963 – Trämålning
- 1963 – Förlorarna
- 1965 – Ängelsmannen
- 1965 – Sagor från New York
- 1967 – Kärlek 1-1000
- 1969 – Se dig om i vrede (TV-film)

### Regiassistent
- 1955 – Sommarnattens leende
- 1957 – Det sjunde inseglet
- 1957 – Herr Sleeman kommer

## Teater

### Regi (ej komplett)
| År   | Produktion                                                      | Upphovsmän                                                                  | Teater                    |
| ---- | --------------------------------------------------------------- | --------------------------------------------------------------------------- | ------------------------- |
| 1953 | Den galanta skomakarhustrun La zapatera prodigiosa              | Federico García Lorca                                                       | Lilla teatern, Lund       |
| 1957 | Petters resa till månen Peterchens Mandfahrt                    | Gerdt von Bassewitz                                                         | Malmö stadsteater         |
| 1958 | Melodi på lergök                                                | Lars-Levi Læstadius                                                         | Malmö stadsteater         |
| 1958 | Bäddat för tre Monsieur Masure                                  | Claude Magnier Översättning Eva Tisell                                      | Helsingborgs stadsteater  |
| 1958 | Ägget L'Œuf                                                     | Félicien Marceau Översättning Stig Ahlgren                                  | Helsingborgs stadsteater  |
| 1958 | Auguste                                                         | Raymond Castans Översättning Bengt Anderberg                                | Helsingborgs stadsteater  |
| 1959 | Romanoff och Julia Romanoff and Juliet                          | Peter Ustinov Översättning Pär Rådström                                     | Helsingborgs stadsteater  |
| 1960 | Plötsligt i somras Suddenly Last Summer                         | Tennessee Williams                                                          | Uppsala-Gävle Stadsteater |
| 1962 | Fysikerna                                                       | Friedrich Dürrenmatt                                                        | Malmö stadsteater         |
| 1962 | Eurydikes händer                                                | Pedro Bloch                                                                 | Malmö stadsteater         |
| 1963 | Muren The Wall                                                  | Millard Lampell efter en roman av John Hersey, Översättning Birgitta Hammar | Malmö stadsteater         |
| 1963 | Vem är rädd för Virginia Woolf? Who's Afraid of Virginia Woolf? | Edward Albee                                                                | Malmö stadsteater         |
| 1964 | Richard III                                                     | William Shakespeare                                                         | Malmö stadsteater         |
| 1964 | Prima liv                                                       | Arnold Wesker                                                               | Malmö stadsteater         |
| 1965 | Efter syndafallet                                               | Arthur Miller                                                               | Malmö stadsteater         |
| 1965 | Djävulens följe The Devils                                      | John Whiting Översättning Evert Lundström                                   | Malmö stadsteater         |
| 1967 | Balansgång                                                      | Edward Albee                                                                | Malmö stadsteater         |
| 1967 | Snobben                                                         | Carl Sternheim                                                              | Malmö stadsteater         |
| 1968 | Den gyllne staden Their very own and golden city                | Arnold Wesker Översättning Göran O. Eriksson                                | Malmö stadsteater         |
| 1969 | Alla har trädgård Everything in the Garden                      | Edward Albee                                                                | Malmö stadsteater         |
| 1969 | Drömmen om Amerika                                              | Joe Hill                                                                    | Malmö stadsteater         |
| 1970 | Tolvskillingsoperan Die Dreigroschenoper                        | Bertolt Brecht och Kurt Weill Översättning Ebbe Linde och Curt Berg         | Malmö stadsteater         |
| 1973 | Kuppen i Köpenick                                               | Carl Zuckmayer                                                              | Malmö stadsteater         |
| 1973 | Mästargänget That Championship Season                           | Jason Miller Översättning Sven Barthel                                      | Malmö stadsteater         |
| 1974 | Fjollan av Chaillot La Folle de Chaillot                        | Jean Giraudoux Översättning Evert Lundström                                 | Malmö stadsteater         |
| 1975 | Tribadernas natt                                                | Per Olov Enquist                                                            | Malmö stadsteater         |
| 1977 | Sommargäster                                                    | Maksim Gorkij Översättning Britt G. Hallqvist                               | Malmö stadsteater         |
| 1979 | Romeo och Julia Romeo and Juliet                                | William Shakespeare Översättning Karl Ragnar Gierow                         | Malmö stadsteater         |
| 1981 | Förmörkelsen - till Fedra                                       | Per Olov Enquist                                                            | Malmö stadsteater         |
| 1984 | Har ni sett Butlern? Pass the Butler                            | Eric Idle Översättning Per Lysander                                         | Malmö stadsteater         |
| 1987 | Ett dockhem Et Dukkehjem                                        | Henrik Ibsen Översättning Ernst Schönaich                                   | Malmö Stadsteater         |
| 1988 | Skandal i familjen A small family business                      | Alan Ayckbourn Översättning Per Lysander                                    | Malmö stadsteater         |
| 1990 | En handelsresandes död Death of a Salesman                      | Arthur Miller Översättning Sven Barthel och Gudrun Kjellberg                | Malmö Stadsteater         |

## Radioteater

### Regi
| År   | Produktion                | Upphovsmän    |
| ---- | ------------------------- | ------------- |
| 1965 | Den försvunne disponenten | Folke Mellvig |
| 1967 | Efter fem år              | Folke Mellvig |

### Fotnoter
1. ↑  ”Lennart Olsson”. Svensk Filmdatabas. http://sfi.se/sv/svensk-filmdatabas/Item/?type=PERSON&itemid=65098&iv=OVERVIEW. Läst 7 april 2013.
2. ↑  ”Lennart Birger Olsson”. Gravar.se. https://gravar.se/forsamling/barkakra-forsamling/gamla-kyrkogarden/sd/lennart-birger-olsson-707aa. Läst 12 januari 2023.
3. ↑  Ingvar Holm (18 oktober 1953). ”Garcia Lorca-premiär i Lund”. Dagens Nyheter:  s. 18. https://arkivet.dn.se/tidning/1953-10-18/282/18. Läst 20 juli 2018.
4. ↑  Barbro Hähnel (7 november 1958). ”'Ägget' i skånsk upplaga”. Dagens Nyheter:  s. 18. https://arkivet.dn.se/tidning/1958-11-07/302/18. Läst 25 december 2021.
5. ↑  S B-l (6 februari 1960). ”Plötsligt i somras”. Dagens Nyheter:  s. 9. https://arkivet.dn.se/tidning/1960-02-06/35/9. Läst 10 juni 2018.
6. ↑  ”Radioprogrammet”. Dagens Nyheter:  s. 35. 5 juni 1965. https://arkivet.dn.se/tidning/1965-06-05/150/35. Läst 19 december 2021.
7. ↑  ”Radioprogrammet”. Dagens Nyheter:  s. 35. 27 maj 1967. https://arkivet.dn.se/tidning/1967-05-27/140/35. Läst 19 december 2021.